# Neosynaptops wapogae
Neosynaptops wapogae là một loài bọ cánh cứng trong họ Attelabidae. Loài này được Riedel miêu tả khoa học năm 2002.